# Johannes Kopp (Pallottiner)
Johannes Kopp SAC (* 9. Dezember 1927 in Allmendingen; † 22. Juni 2016 in Limburg), auch bekannt unter dem Namen Ho-un-Ken Roshi, war ein deutscher Pallottinerpater, Autor und Zen-Meister der Sanbo-Kyodan-Linie (heute: Sanbôzen-Linie).

## Leben
Johannes Kopp durchlief eine technische und eine schauspielerische Ausbildung.  Anschließend absolvierte er die von den Pallottinern getragene Schule für Spätberufene in Limburg. 1957 legte er dort das Abitur ab. Anschließend trat er in das Noviziat der Pallottiner ein und studierte an der Theologischen Hochschule der Pallottiner in Vallendar-Schönstatt. 1963 wurde er zum Priester geweiht.
Danach war er Seelsorger und Religionslehrer in Limburg und Trier. 1969 entsandte ihn sein Orden nach Mülheim an der Ruhr im Bistum Essen.
Bei Reisen nach Japan eröffnete sich für Pater Kopp die Tradition der Zen-Meditation (Zazen). Er entschied sich für eine Ausbildung zum Zen-Lehrer. 1985 erlangte er durch Koun Yamada Roshi die Lehrbefähigung als Zen-Lehrer. 2006 ernannte ihn Yamada Ryon Roshi, der Nachfolger von Yamada Koun Roshi, zum „Associate Zen Master“ des Sanbo-Kyodan von Kamakura.
Pater Kopp begründete das Programm „Leben aus der Mitte – Zen-Kontemplation im Bistum Essen“. Seit 2014 wird es von seinem Mitbruder Paul Rheinbay SAC fortgeführt.
Johannes Kopp wurde zusammen mit Hugo Makibi Enomiya-Lassalle und Willigis Jäger zu einem der Wegbereiter der Begegnung von Zen-Buddhismus und Christentum in Deutschland und gehörte zur ersten Generation christlicher Zen-Lehrer in Europa. (Siehe Christlich-buddhistischer Dialog.)

## Schriften (Auswahl)
- Johannes Kopp: Schneeflocken fallen in die Sonne. Christuserfahrungen auf dem Zen-Weg. Plöger, Annweiler 1994, 3., überarbeitete Auflage 2002, ISBN 3-924574-82-0.
- Die Tür zum christlichen Zen. In: Christ in der Gegenwart, Jg. 53 (2001), Heft 29 (online)
- Johannes Kopp: Gebet als Selbstgespräch. Gebet und Koan als Beziehung zu Gott in mir. Pallotti Verlag, Friedberg 2016, ISBN 978-3-87614-028-5.